# Jimmy Casella
Fiore "Jimmy" Casella (ur. 3 czerwca 1924, zm. w sierpniu 1976) – pokerzysta, osiągający największe sukcesy w latach 70. XX w.
Trzy razy docierał do miejsc płatnych World Series of Poker, za każdym razem zwyciężając. W 1971 wygrał turniej w odmianie Limit Razz. Trzy lata później wygrał dwa turnieje: $1,000 Razz oraz $10,000 Limit Seven Card Stud. W tych eventach wygrał $76.225.
Po 1974 roku nie odniósł już żadnego sukcesu. Zmarł w 1976.

## Bransoletki WSOP
| Rok  | Tourniej                      | Wygrana (USD) |
| ---- | ----------------------------- | ------------- |
| 1971 | Limit Razz                    | $10.000       |
| 1974 | $1.000 Razz                   | $25.000       |
| 1974 | $10.000 Limit Seven Card Stud | $41.225       |